# 원주시·원성군·홍천군·횡성군
원주시·원성군·홍천군·횡성군은 대한민국의 옛 국회의원 선거구이다. 당시 강원도 원주시, 원성군, 홍천군, 횡성군 지역을 관할했다.

## 역사
제9대 국회의원 선거를 앞두고 중선거구제가 실시되면서 원주시, 원성군, 홍천군, 횡성군 지역이 하나의 선거구를 구성하게 되면서 신설되었다.
제13대 국회의원 선거를 앞두고 소선거구제가 도입되면서 원주시는 원주시 단독 선거구를 구성하고, 홍천군은 홍천군 단독 선거구를 구성하였으며 횡성군과 원성군은 횡성군·원성군 선거구를 구성하게 됨에 따라 폐지되었다.

## 역대 국회의원
| 선거   | 정당 | 정당       | 1위 의원 | 정당 | 정당       | 2위 의원 |
| ------ | ---- | ---------- | -------- | ---- | ---------- | -------- |
| 1973년 |      | 신민당     | 박영록   |      | 민주공화당 | 김용호   |
| 1978년 |      | 신민당     | 박영록   |      | 민주공화당 | 김용호   |
| 1981년 |      | 민주정의당 | 김용대   |      | 민주한국당 | 김병렬   |
| 1985년 |      | 민주정의당 | 김용대   |      | 한국국민당 | 함종한   |

## 역대 선거 결과

### 대한민국 제9대 국회의원 선거
|  | 58.61% |

|  | 30.56% |

|  | 10.81% |

### 대한민국 제10대 국회의원 선거
|  | 32.88% |

|  | 32.65% |

|  | 17.64% |

|  | 5.82% |

|  | 5.69% |

|  | 5.29% |

### 대한민국 제11대 국회의원 선거
|  | 47.03% |

|  | 21.12% |

|  | 12.57% |

|  | 11.30% |

|  | 5.30% |

|  | 2.64% |

### 대한민국 제12대 국회의원 선거
|  | 47.35% |

|  | 26.26% |

|  | 10.57% |

|  | 10.47% |

|  | 5.32% |